# Breathe Carolina
I Breathe Carolina sono un gruppo musicale statunitense formatosi nel 2007 a Denver, Colorado.
La band è composta da David Schmitt, Eric Armenta, Luis Bonet e Tom Coops. Kyle Even, fondatore del gruppo assieme a David Schmitt, ne è uscito a fine 2013 dopo la nascita della sua primogenita.

## Storia del gruppo

### Esordi (2007)
I Breathe Carolina nascono nel 2007 a Denver, Colorado. Il duo, composto inizialmente da Kyle Even e David Schmitt, registra canzoni mediante il software GarageBand per puro divertimento. Dopo aver creato un profilo su Myspace, il gruppo riceve più di 30 milioni di visualizzazioni durante il 2009. Il nome Breathe Carolina deriva da un sogno di Schimtt riguardante a una donna di nome Carolina.

### GossipeIt's Classy, Not Classic(2007-2008)
Il loro primo EP, Gossip, esce in esclusiva su iTunes il 26 novembre 2007, poi rimosso dallo store.
I Breathe Carolina registrano il loro primo album usando GarageBand e firmando con la Rise Records prima dell'uscita di questo. L'album introduce qualche canzone nuova non presente nell'EP Gossip, incluse: The Introduction, No Vacancy, Show Me Yours, Classified, That's Classy e You Wish. Don't Forget: Lock the Door è l'unica traccia presente nell'EP Gossip ma assente nell'album.
L'album fu pubblicato il 16 settembre 2008, seguito da un tour per promuoverlo. Nel loro tour suonano insieme a Every Avenue, Brokencyde e The Morning of. Durante il The Delicious Tour annunciano di voler girare il video di Diamonds.

### Hello Fascination(2009–2010)
Qualche mese dopo l'uscita su Punk Goes Pop 2, subito dopo aver finito il Take Action Tour, i Breathe Carolina annunciano l'uscita dalla Rise Records e la firma per la Fearless Records, nonché l'entrata in studio per le registrazioni del nuovo album Hello Fascination con Mike Green.
Il 29 giugno 2009 la prima canzone di Hello Fascination viene pubblicata: si tratta di Welcome to Savannah. Nuove canzoni vengono suonate durante il Vans Warped Tour 2009: tra queste I.D.G.A.F e Hello Fascination. il 27 luglio 2009 il secondo singolo proveniente da Hello Fascinations viene diffuso: si tratta della "title track". L'album viene invece pubblicato il 18 agosto 2009.
Nel settembre dello stesso anno la band annuncia la partecipazione all'Ez Bronze Tour. Verso l'ottobre del 2009, Hello Fascination esce anche in Giappone, la cui edizione viene riveduta con l'aggiunta del brano Have You Ever Danced?, che vede la collaborazione di David Strauchman (Every Avenue), Jeffree Star e Austin Carline (Of Mice & Men).
L'edizione "deluxe" di Hello Fascination, invece, viene pubblicata il 6 luglio 2010. Il 23 luglio seguente Schimtt e Even lanciano la loro linea di abbigliamento chiamata Bblush. Durante il vans Warped Tour 2010 eseguono la cover di Down di Jay Sean, che verrà poi inserita nella compilation Punk Goes Pop 3, uscita il 2 novembre 2010.

### Hell Is What You Make It(2011–2012)
Il 22 dicembre 2010 la Fearless Records pubblica un video di 30 secondi della traccia Blackout, mentre il 28 aprile 2011 annunciano che l'album avrà il titolo di Hell Is Want You Make It, in uscita il 12 luglio 2011.
Viene successivamente lanciato anche un sito promozionale contenente un video di 40 secondi della traccia Wooly.
Il singolo dell'album, Blackout, diventa disponibile in streaming il 13 luglio 2011 e disponibile per il download il giorno successivo.
Il 16 giugno seguente il duo si esibisce al Jimmy Kimmel Live! eseguendo Blackout per la prima volta in pubblico. Il video della canzone viene girato a Los Angeles nel mese di luglio e viene pubblicato su YouTube nel mese di settembre.
Un EP intitolato Blackout: The Remixes EP viene pubblicato il 27 settembre su iTunes.

### Savagese addio di Kyle Even (2013)
Nel marzo 2013 il gruppo annuncia il proprio quarto album in studio Savages, anticipato, nel mese di luglio 2013, dal mixtape Bangers, pubblicato in download gratuito dalla Sol Republic.
Nell'ottobre 2013 David Schmitt annuncia l'uscita di Kyle Even dalla band per problemi familiari.
Nell'aprile 2014 escono sia il video del singolo Chasing Hearts (feat. Tyler Carter degli Issues), che l'album Savages.

## Formazione
Attuale
- David Schmitt – voce melodica
- Eric Armenta – batteria
- Luis Bonet – tastiera, programmazione
- Tommy Cooperman – chitarra, sintetizzatore, tastiera, voce secondaria

Ex membri
- Joshua Aragon – keytar, chitarra, sintetizzatore, tastiera, voce secondaria
- Kyle Even - voce Death, tastiera, programmazione

## Discografia

### Album in studio
- 2008 – It's Classy, Not Classic
- 2009 – Hello Fascination
- 2011 – Hell Is What You Make It
- 2014 – Savages
- 2019 – Dead: The Album

### EP
- 2007 – Gossip
- 2011 – Blackout: The Remixes

### Singoli
| Anno                                                          | Singolo             | Posizione in classifica | Posizione in classifica | Posizione in classifica | Posizione in classifica | Posizione in classifica | Posizione in classifica | Certificazioni | Vendite         | Album                    |
| Anno                                                          | Singolo             | US                      | US Dance                | US Heat                 | US Pop                  | CAN                     | NZ                      | Certificazioni | Vendite         | Album                    |
| ------------------------------------------------------------- | ------------------- | ----------------------- | ----------------------- | ----------------------- | ----------------------- | ----------------------- | ----------------------- | -------------- | --------------- | ------------------------ |
| 2008                                                          | "Diamonds"          | —                       | —                       | —                       | —                       | —                       | —                       |                |                 | It's Classy, Not Classic |
| 2010                                                          | "Hello Fascination" | —                       | —                       | —                       | —                       | —                       | —                       |                |                 | Hello Fascination        |
| 2010                                                          | "I.D.G.A.F."        | —                       | —                       | —                       | —                       | —                       | —                       |                |                 | Hello Fascination        |
| 2010                                                          | "The Dressing Room" | —                       | —                       | —                       | —                       | —                       | —                       |                |                 | Hello Fascination        |
| 2011                                                          | "Blackout"          | 32                      | 25                      | 2                       | 17                      | 94                      | 40                      | - US: Platinum | - US: 1,000,000 | Hell Is What You Make It |
| 2012                                                          | "Hit and Run"       | —                       | —                       | —                       | —                       | —                       | —                       |                |                 | Hell Is What You Make It |
| "—" denota una pubblicazione che non è entrata in classifica. |                     |                         |                         |                         |                         |                         |                         |                |                 |                          |

### Apparizioni in compilation
- 2009 – Punk Goes Pop 2
- 2010 – Punk Goes Pop 3
- 2010 – 'Tis the Season to Be Fearless
- 2011 – Punk Goes X
- 2012 – Now That's What I Call Music! 41

### Altre apparizioni
| Anno | Titolo                                             | Album                    |
| ---- | -------------------------------------------------- | ------------------------ |
| 2007 | "Snowed In"                                        | non pubblicata           |
| 2008 | "The 1st and Last Time" (with Electric Valentine)  | Friends With Benefits EP |
| 2009 | "Fame & Riches, Rehab Bitches" (with Jeffree Star) | Beauty Killer            |
| 2009 | "All For You" (with Kill Paradise)                 | The Second Effect        |
| 2010 | "I Live High" (T. Mills featuring David Schmitt)   | Ready, Fire, Aim!        |
| 2012 | "Dream" (with Before Their Eyes)                   | Redemption               |
| 2012 | "Make Her Wait" (with The Broadway)                | singolo                  |

## Videografia
Video musicali
| Anno | Titolo              | Regista          |
| ---- | ------------------- | ---------------- |
| 2008 | "Diamonds"          | Robby Starbuck   |
| 2010 | "Hello Fascination" | Spence Nicholson |
| 2010 | "I.D.G.A.F."        | Hannah Lux Davis |
| 2010 | "Down"              | MOTIONarmy       |
| 2011 | "Blackout"          | Travis Kopach    |
| 2012 | "Hit And Run"       | Travis Kopach    |